# Samuel D.J. Westendorff

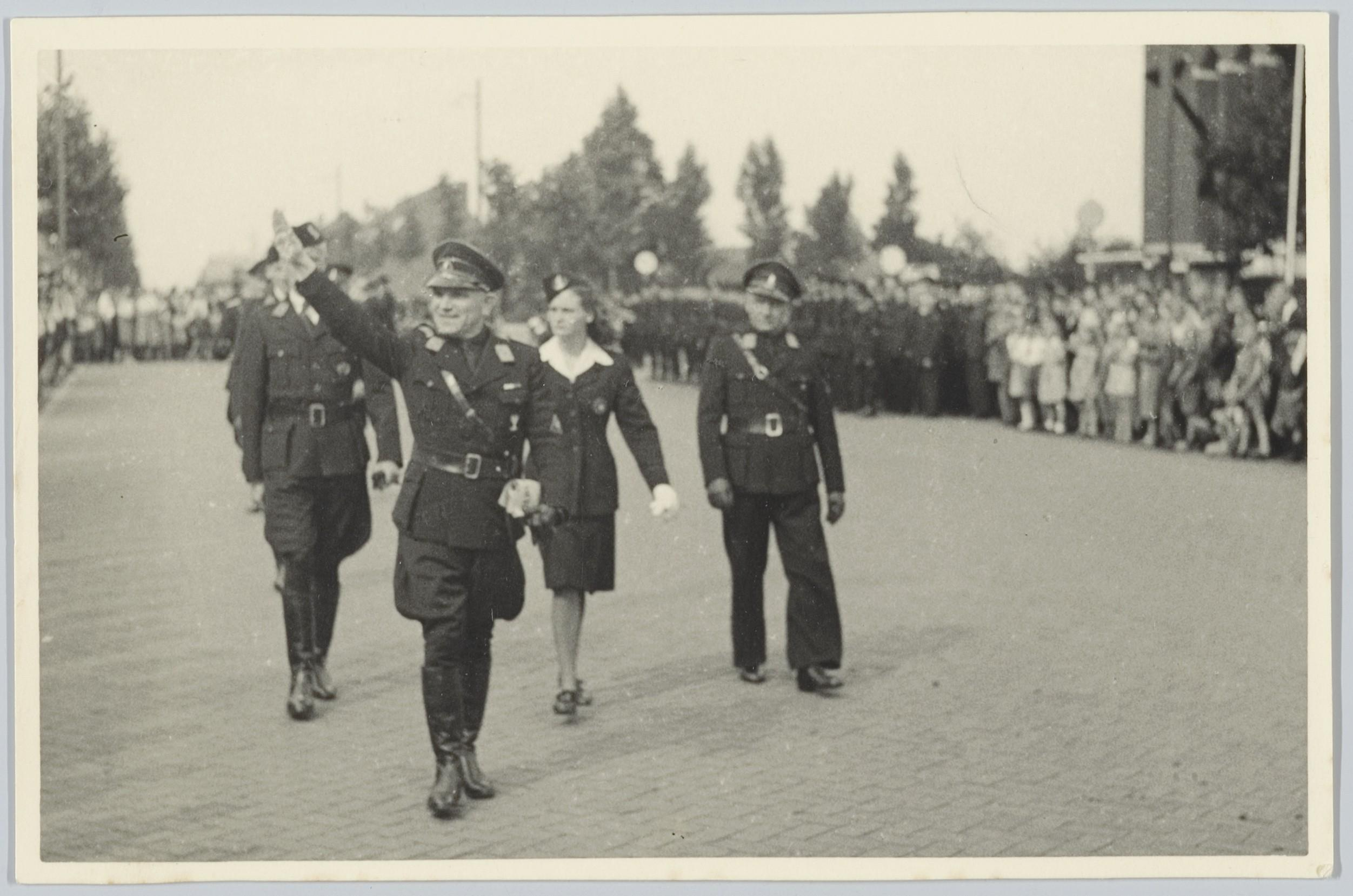
Installatie van ir. Samuel D.J. Westendorff als burgemeester van Nieuwer-Amstel (22 augustus 1942)

Samuel David Johannes Westendorff (Amsterdam, 21 november 1888 - Roermond, circa 24 november 1971) was een Nederlands ingenieur, lid van de NSB en tijdens de Tweede Wereldoorlog oorlogsburgemeester van Nieuwer-Amstel.

## Levensloop
Hij was zoon van kleermaker bij Peek en Cloppenburg Laurens Westendorff en Wilhelmina Siemons. Hij was getrouwd met Geertruid Matroos en in tweede huwelijk met Henrica Christina Snijders.
Westendorff werd een gunstig bekend staand textielhandelaar in Den Haag. In 1940 verkocht hij zijn onderneming.
In 1941 werd hij lid van de NSB. Hij volgde een door die partij ingerichte burgemeesterscursus en op 23 juli 1942 werd hij, op voorspraak van de NSB, tot burgemeester van Nieuwer-Amstel benoemd en onder grote volkstoeloop op 22 augustus ingehuldigd. De plaatselijke muziekkapel trad niet op. Hij verscheen er in NSB-uniform, net als zijn wethouders, en bracht de nazigroet. Vanaf september woonde hij in de gemeente. Op 22 juli 1944 kwam Anton Mussert op bezoek, wat als een eer werd beschouwd. 
Zich opstellend als aanhanger van Hitler en een Duitsgezind uniform dragend, liet hij zich nochtans kennen als een man die weinig streng optrad. Hij bezocht regelmatig de Hervormde Dorpskerk en gedoogde dat daar werd gebeden voor de koningin in ballingschap. 
Hij nam een ruimdenkend standpunt aan tegenover de meningen van zijn onderhorigen. Dit maakte hem verdacht bij de bezetter die hem negatief beoordeelde. De NSB voerde zelfs een onderzoek over hem uit, op basis van belastend materiaal. Het behelsde onder meer kritiek zoals de hiernavolgende. 
- In 1943 moesten alle mannen tussen 18 en 35 jaar zich melden bij het Gemeentelijk Arbeidsbureau voor mogelijke tewerkstelling in Duitsland. Westendorff en het gemeentepersoneel bleven passief. Toen de druk te groot werd om te kunnen ontsnappen aan het indienen van een lijst, werd deze op een minimum gehouden. De uitzending werd uiteindelijk beperkt tot 164 mannen en 4 vrouwen.
- Toen de Duitsers militaire stellingen wilden bouwen in de gemeentelijke begraafplaats, protesteerde Westendorff hiertegen, met succes.
- Tijdens de voedselschaarste organiseerde hij aankopen voor zijn medeburgers. Hij kreeg hiervoor meermaals een proces-verbaal.

Zijn NSB-lidmaatschap verhinderde Westendorff niet om de bevolking te waarschuwen voor voorgenomen razzia's en verzetslieden te helpen om onder te duiken. Tijdens de hongerwinter waren heel wat goede initiatieven te noemen die aan Westendorff te danken waren.
Bij de bevrijding op 4 en 5 mei 1945 werd hij op 6 mei 1945 direct ontslagen, maar aanvankelijk niet opgepakt en nam hij deel aan de vreugdefeesten. Op 9 juni werd hij, tot zijn verbazing, opgepakt. Zijn echtgenote werd ziek tijdens zijn internering en overleed in mei 1946. Begin 1947 verscheen hij voor de rechtbank en wogen de gunstige elementen zwaarder dan zijn collaboratiedaden, zodat (verdere) gevangenisstraf uitbleef. Hij kwam op 14 februari 1947 vrij uit een interneringskamp. 
Samen met zijn zoon stichtte hij een bedrijf dat tot bloei kwam. In 1955 hertrouwde hij. In 1965 liep hij hersenletsel op als gevolg van een auto-ongeval. Na zijn overlijden werd hij gecremeerd op Daelwijck.

## Gemeentelijke publicatie
In 1989 werd door Walburg Pers het boek Jaren van verduistering uitgegeven, opgemaakt door Tini Visser, dan werkend voor de afdeling voorlichting van gemeente Nieuwer-Amstel. Er volgde een herdruk in 2016.